# Пиперци
Пиперци су насељено мјесто у граду Бијељина, Република Српска, БиХ. Према попису становништва из 1991. у насељу је живјело 386 становника.

## Становништво
| Националност       | 1991. | 1981. | 1971. | 1961. |
| Срби               | 383   | 435   | 475   | 489   |
| Југословени        | 3     | 25    |       |       |
| остали и непознато |       | 2     | 1     |       |
| Укупно             | 386   | 462   | 476   | 489   |

| Демографија | Демографија | Демографија |
| Година      | Становника  | Становника  |
| ----------- | ----------- | ----------- |
| 1948.       | 445         |             |
| 1953.       | 457         |             |
| 1961.       | 489         |             |
| 1971.       | 476         |             |
| 1981.       | 462         |             |
| 1991.       | 386         |             |